# عمرو مسعد
عمرو مسعد هو لاعب رفع أثقال بارالمبي، مثل بلاده في دورة الألعاب البارالمبية الصيفية 2016 التي أقيمت في البرازيل، وحصل على الميدالية الفضية في منافسات رفع الأثقال بوزن أكثر من 107 كجم للرجال. كما شارك في جولات الرجال ضمن دورة الألعاب البارالمبية الصيفية 2020 التي أقيمت في طوكيو. شارك ايضاً في منافسات الألعاب البارالمبية الصيفية 2024 في باريس، ونال المركز السادس في رفع الأثقال.